# Senegalia mellifera
Espèce
Synonymes
- Acacia detinens Burch.[2]
- Acacia mellifera (Burch.) Brenan[2]
- Acacia mellifera (Vahl) Benth.[2]
- Mimosa mellifera Vahl[2]

Répartition géographique
Senegalia mellifera est une espèce de plantes à fleurs de la famille des Fabacées. C'est un arbuste présent en Afrique.

## Description
Senegalia mellifera peut se présenter sous forme de buisson à plusieurs troncs et mesurer jusqu’à sept mètres de haut avec plus ou moins une cime en forme d’entonnoir, ou bien comme un arbre à un seul tronc pouvant atteindre une hauteur de neuf mètres. Ses branches épineuses peuvent former des fourrés impénétrables. Dans certaines régions d'Afrique, il est considéré comme une espèce envahissante, car il peut s'étendre sur de vastes étendues de terres agricoles.

## Utilisations
Sénégalia mellifera est utilisé en Afrique comme clôture, aliment pour le bétail et matériau de construction pour les huttes. Ses fleurs sont des sources de nectar pour les abeilles productrices de miel. Le bois est également prisé pour la fabrication de charbon de bois. Il est largement utilisé dans la médecine traditionnelle africaine. La plante contient le produit chimique psychoactif DMT.

## Liste des sous-espèces
Selon Catalogue of Life (23 février 2018) et NCBI (23 février 2018) :
- sous-espèce Senegalia mellifera subsp. detinens (Burch.) Kyal. & Boatwr.
- sous-espèce Senegalia mellifera subsp. mellifera